# Strevelshoek
Strevelshoek is een gehucht in de Nederlandse provincie Zuid-Holland in de gemeente Ridderkerk, gelegen aan de dode rivierarm de Waal (ook wel Waaltje genoemd).
In 1345 werd Strevelshoek het bezit van Willem van Duivenvoorde.
Strevelshoek was van 1817 tot 1846 een zelfstandige gemeente. Op 1 januari 1846 werd het samengevoegd met Rijsoord. Op 1 september 1855 werd de gemeente Rijsoort en Strevelshoek samengevoegd met Ridderkerk.
Volgens Abraham Jacob van der Aa bestond Strevelshoek rond 1845 uit vijf huizen waarvan vier het gehucht Strevelshoek vormden. De huizen werden bewoond door acht gezinnen met 40 personen.

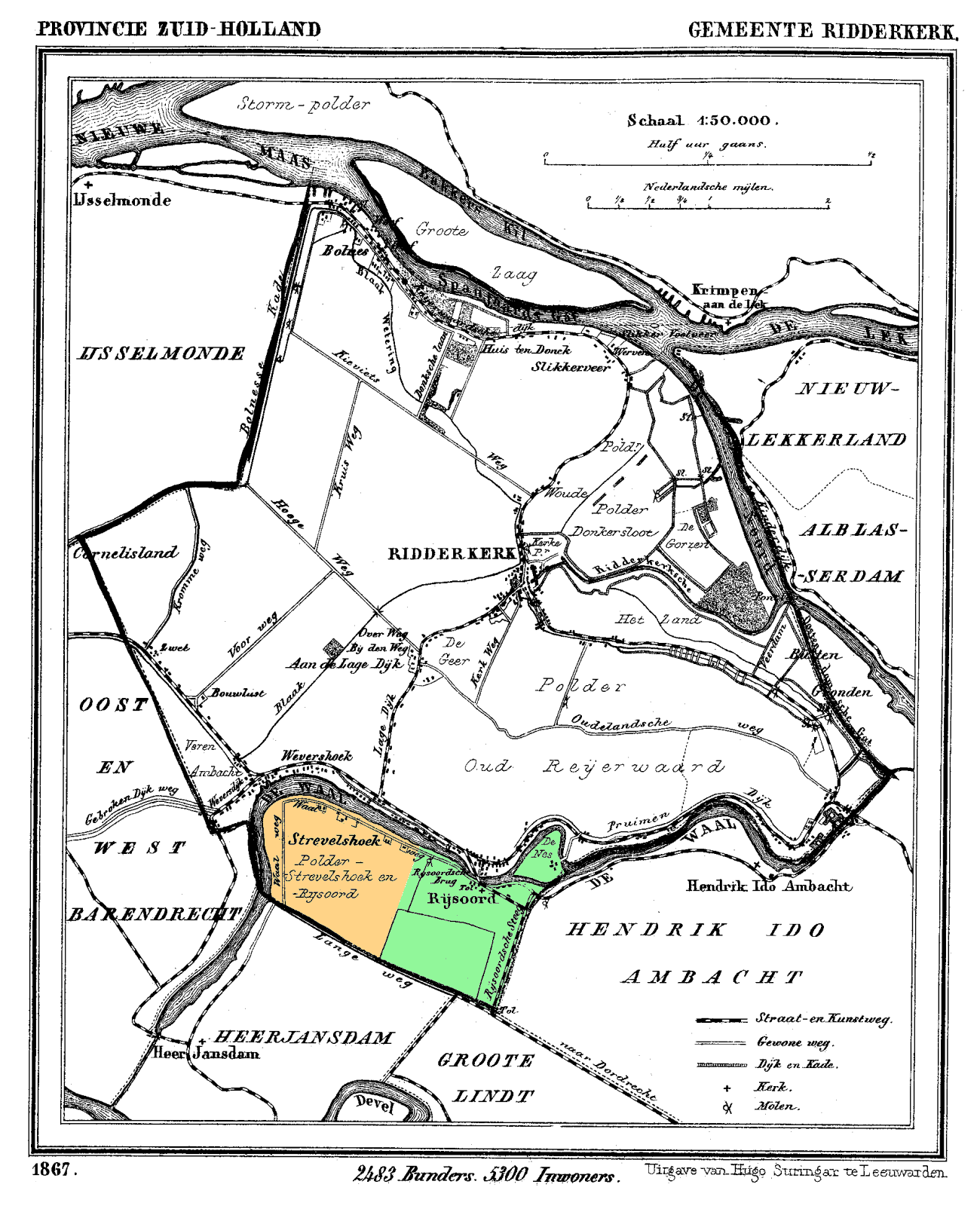
Gemeentekaart 1867 van Ridderkerk met daarop in het oranje de voormalige gemeente Strevelshoek